# Koń toryjski
Koń toryjski – estońska rasa konia stanowiąca połączenie konia zimno- i gorącokrwistego. Podobnie jak inne konie pochodzące od klepperów, jak kleppery łotewskie i litewskie należą do tej samej grupy. 

## Historia
Za początek rasy konia toryjskiego można przyjąć rok 1855, gdy szlachta inflandzka w Tori i Avinurme założyła stadniny koni. Za podstawę rasy posłużyły bałtyckie kleppery. Już z pierwszego miotu uzyskano około 100-160 osobników. W roku 1888 do wzbogacenia rasy użyto rosyjskiego kłusaka orłowskiego o imieniu Jantar. W roku 1894 zastąpiony on został przez ogiera Hetmana z hodowli angielsko-francuskiej. I to właśnie Herman uważany jest za założyciela rasy. W roku 1936 po raz kolejny wzbogacono rasę pięcioma ogierami konia bretońskiego. 

## Pokrój
Koń toryjski ma o przyjemnym wyrazie średniej wielkości, prostą i szeroką głowę, która osadzona jest na dobrze uformowanej i muskularnej szyi. Kłoda u koni jest 
głęboka, szeroka oraz długa. Łopatki u tych zwierząt są szerokie i długie, grzbiet silny, a kłąb płaski. Wysokość w kłębie u zwierząt tej rasy wynosi od 152 do 157 centymetrów. Zad jest bardzo szeroki, lekko ścięty i  długi.

### Kończyny
Kończyny u konia toryjskiego są bardzo silne z masywnymi stawami i mocnymi ścięgnami. Kopyta są często jasne. Przy nich często występują szczotki pęcinowe. 

### Umaszczenie
Konie mają zazwyczaj umaszczenie w różnym odcieniu maści kasztanowej, ale zdarzają się też maści gniade z różnymi odmianami. 

## Hodowle
Hodowane są głównie w estońskiej miejscowości Tori w prowincji Parnawa.

## Literatura dodatkowa
- Alberto Soldi: Konie, przeł. Monika Koch, wyd. Świat Książki, Warszawa, 2007.